# Alerame Maria Pallavicini
Alerame Maria Pallavicini (Genova, 1730 – Genova, 1805) fu il 181º doge della Repubblica di Genova.

## Biografia

Stemma dei Pallavicino di Genova

Nacque a Genova nel corso del 1730. Compì gli studi a Roma presso il Collegio Clementino. Ritornato a Genova ricoprì per la repubblica diverse cariche pubbliche: senatore della Repubblica, deputato al Marchesato di Finale, Inquisitore di stato e infine supremo sindacatore.
Salì al potere dogale con le elezioni del Maggior e Minor Consiglio del 30 luglio 1789: il centotrentaseiesimo in successione biennale e il centottantunesimo nella storia repubblicana.
Il suo dogato fu contraddistinto dalla gestione di nuove controversie legate ai confini con il Ducato di Savoia e, ancora, in qualità di "osservatore" dei primi echi rivoluzionari dalla vicina Francia. Altri fatti di rilievo durante il mandato del doge Pallavicini sono la coniazione di nuove monete d'argento e d'oro; l'acquisto di una nuova fregata inglese per il contrastare gli assalti pirateschi da parte della Compagnia del Soccorso; la donazione al doge di un cavallo arabo da parte del bey di Costantina. Terminò il mandato il 30 luglio 1791.
Morì presumibilmente a Genova nel corso del 1805 trovando sepoltura nella chiesa della Misericordia del quartiere di Granarolo.